# Homoneura picipes
Homoneura picipes är en tvåvingeart som först beskrevs av Walker 1858.  Homoneura picipes ingår i släktet Homoneura och familjen lövflugor. Inga underarter finns listade i Catalogue of Life.